# Нічого особливого сьогодні не сталося II (Цілком таємно)
Нічого особливого сьогодні не сталося II (англ. Nothing Important Happened Today II) — 2-й епізод дев'ятого сезону серіалу «Цілком таємно». Епізод належить до «міфології серіалу» і надає змогу краще із нею ознайомитися. Прем'єра в мережі «Фокс» відбулася 18 листопада 2001 року.
У США серія отримала рейтинг Нільсена, рівний 5.9, це означає — в день виходу її подивилися 9.4 мільйона глядачів.

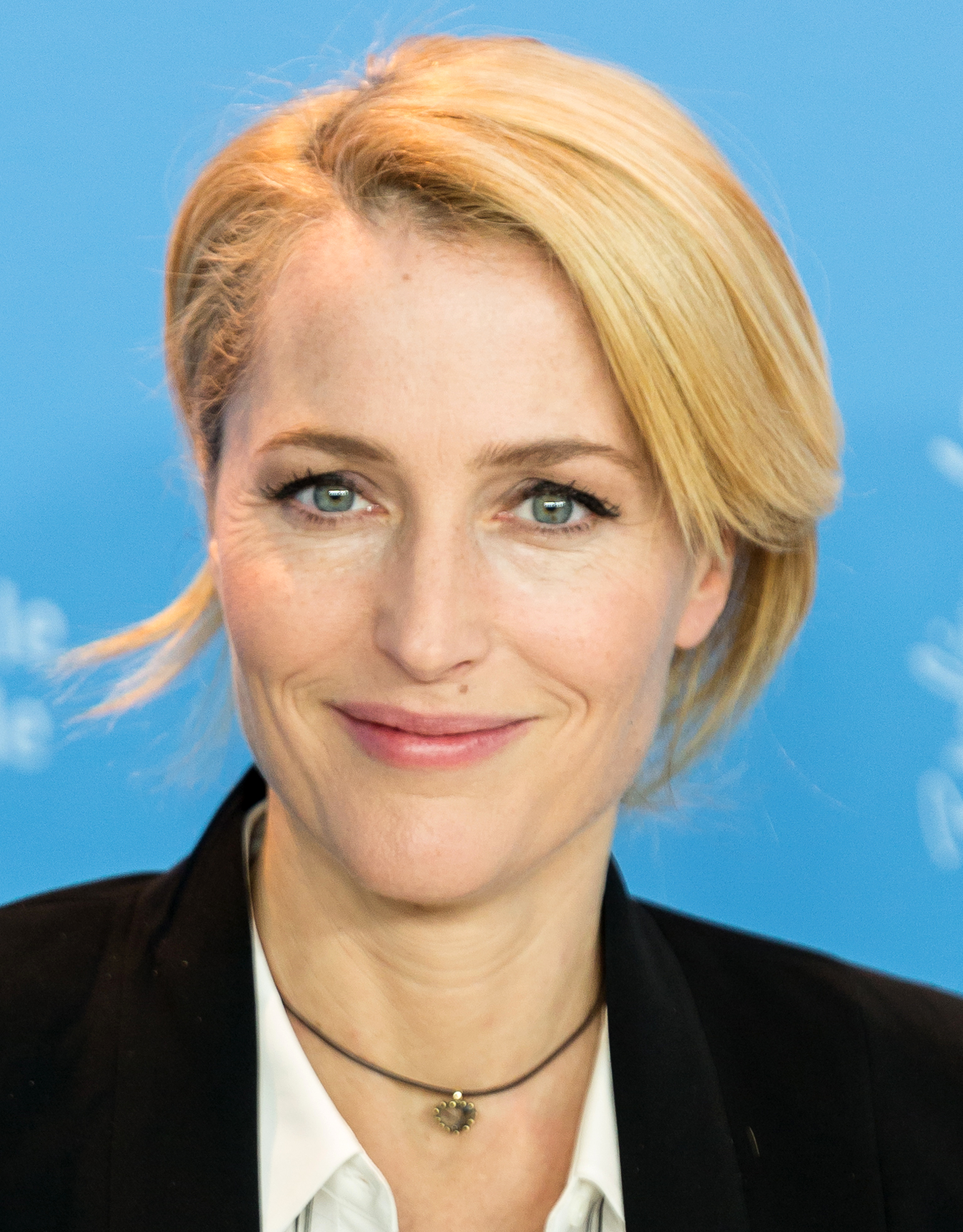

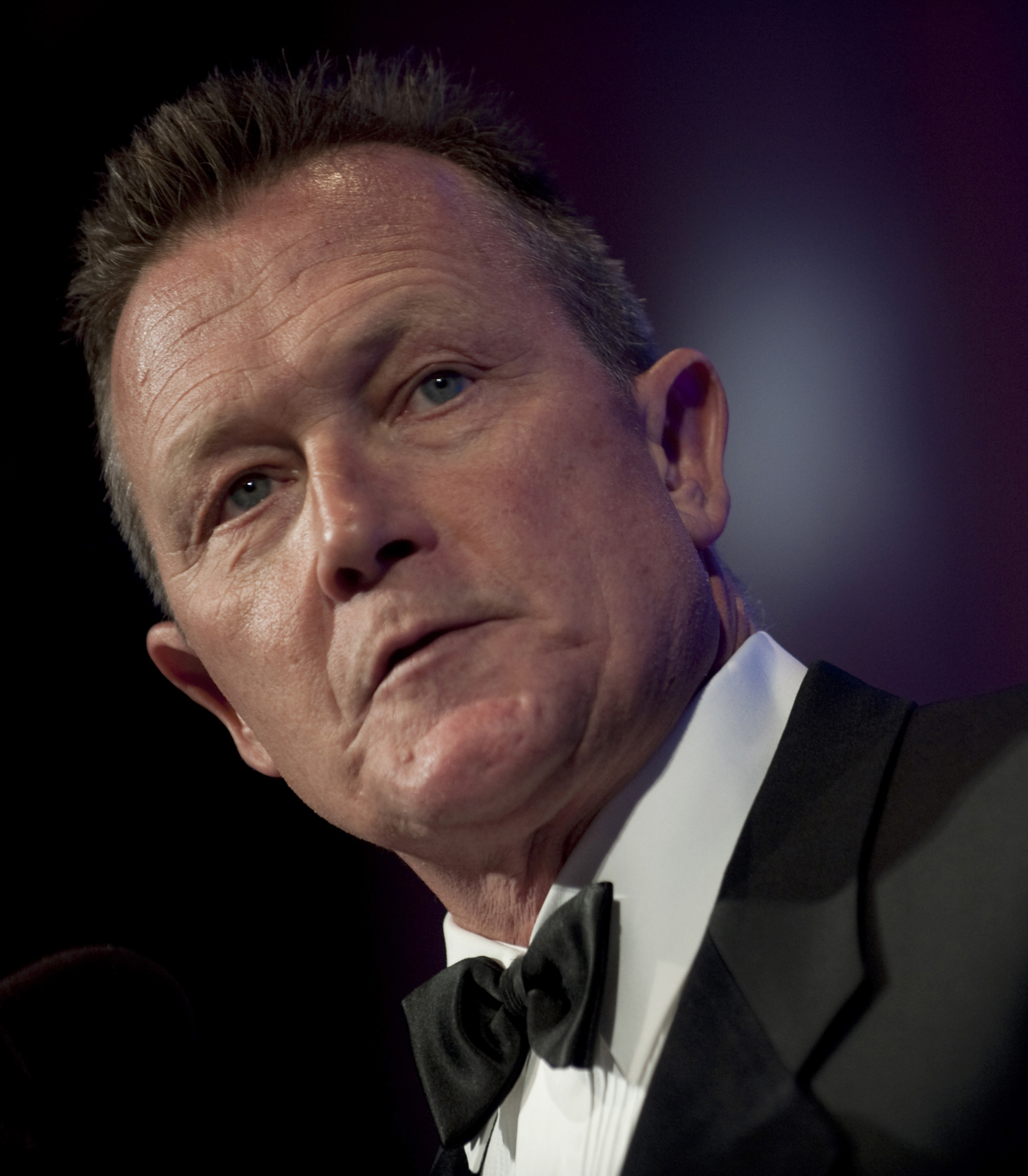

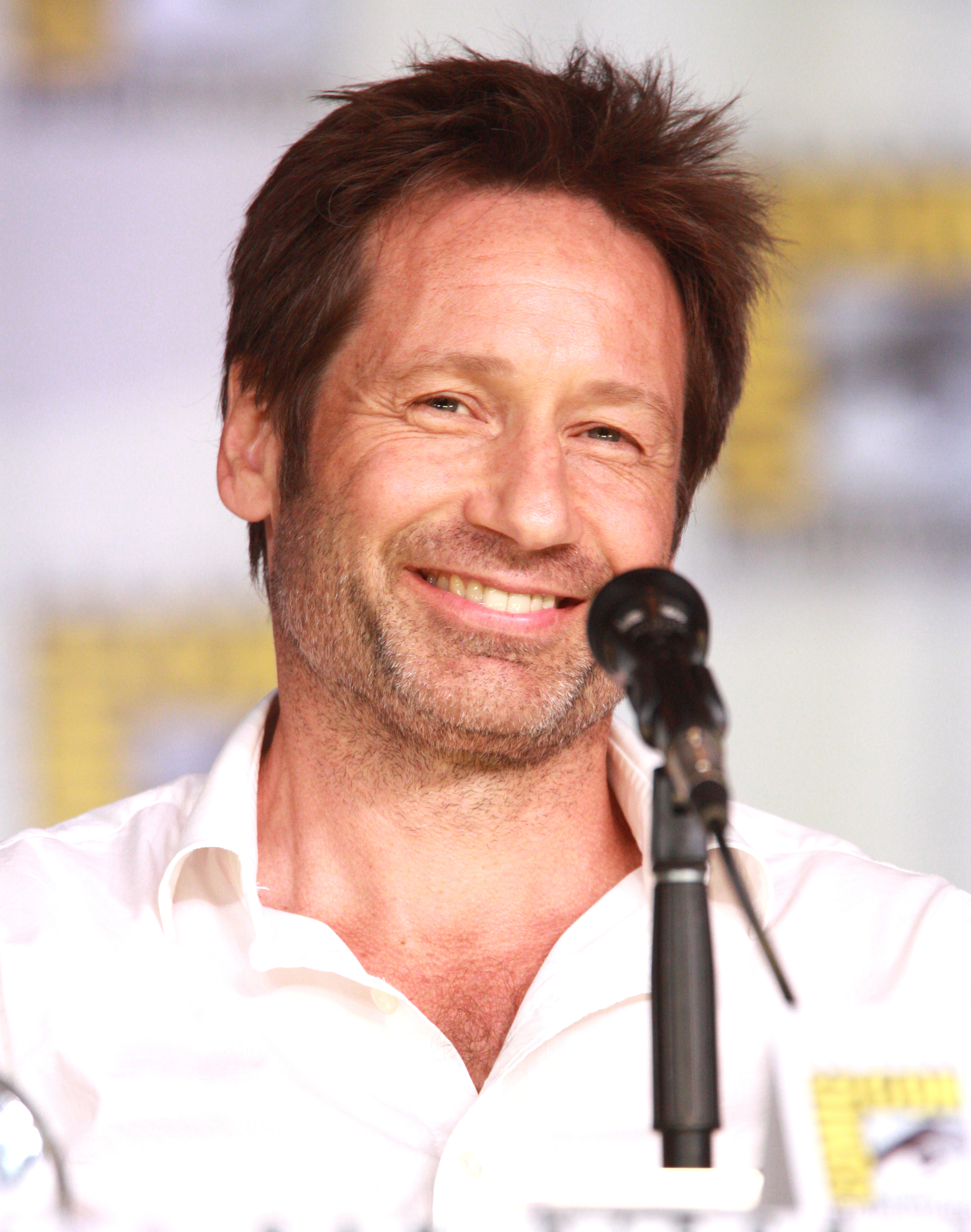

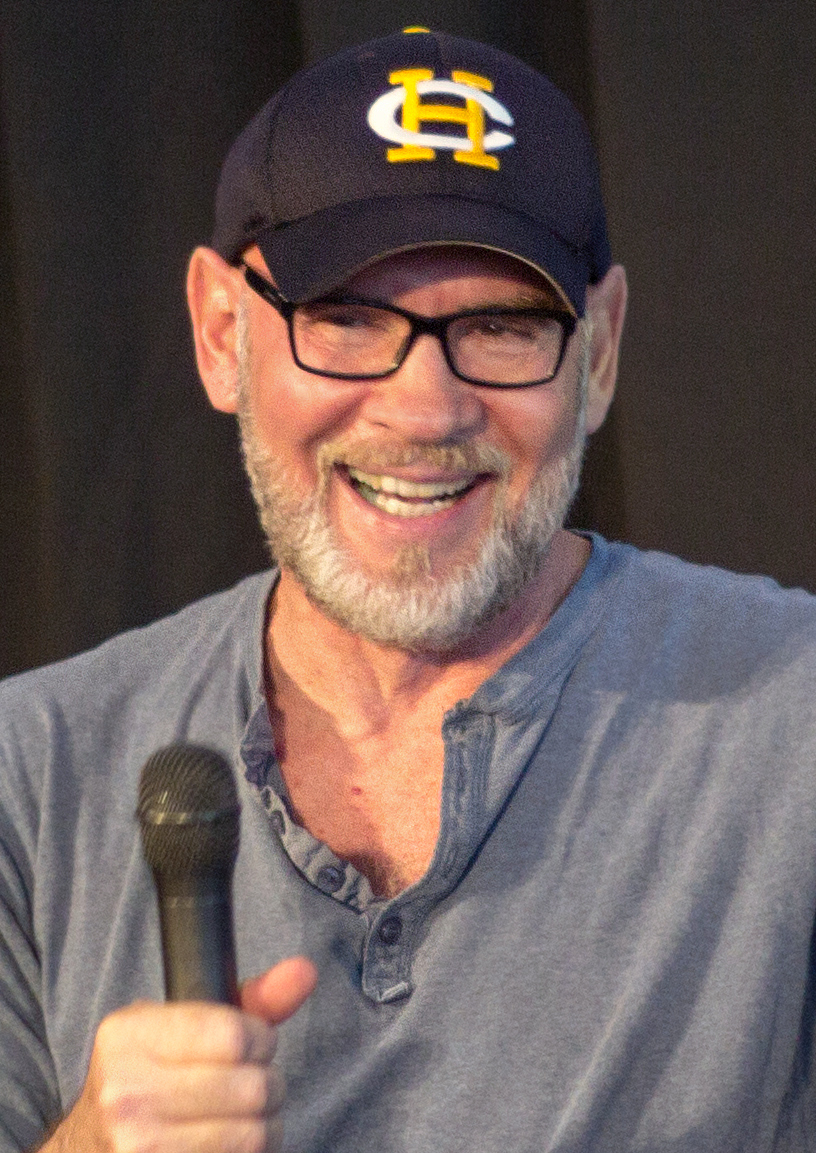

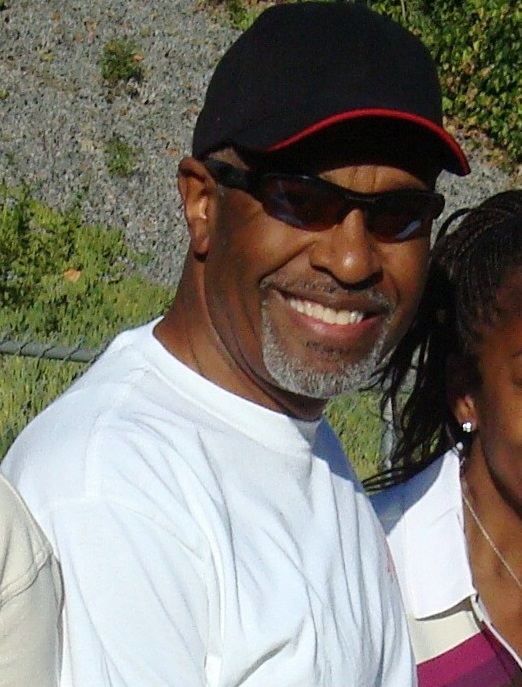

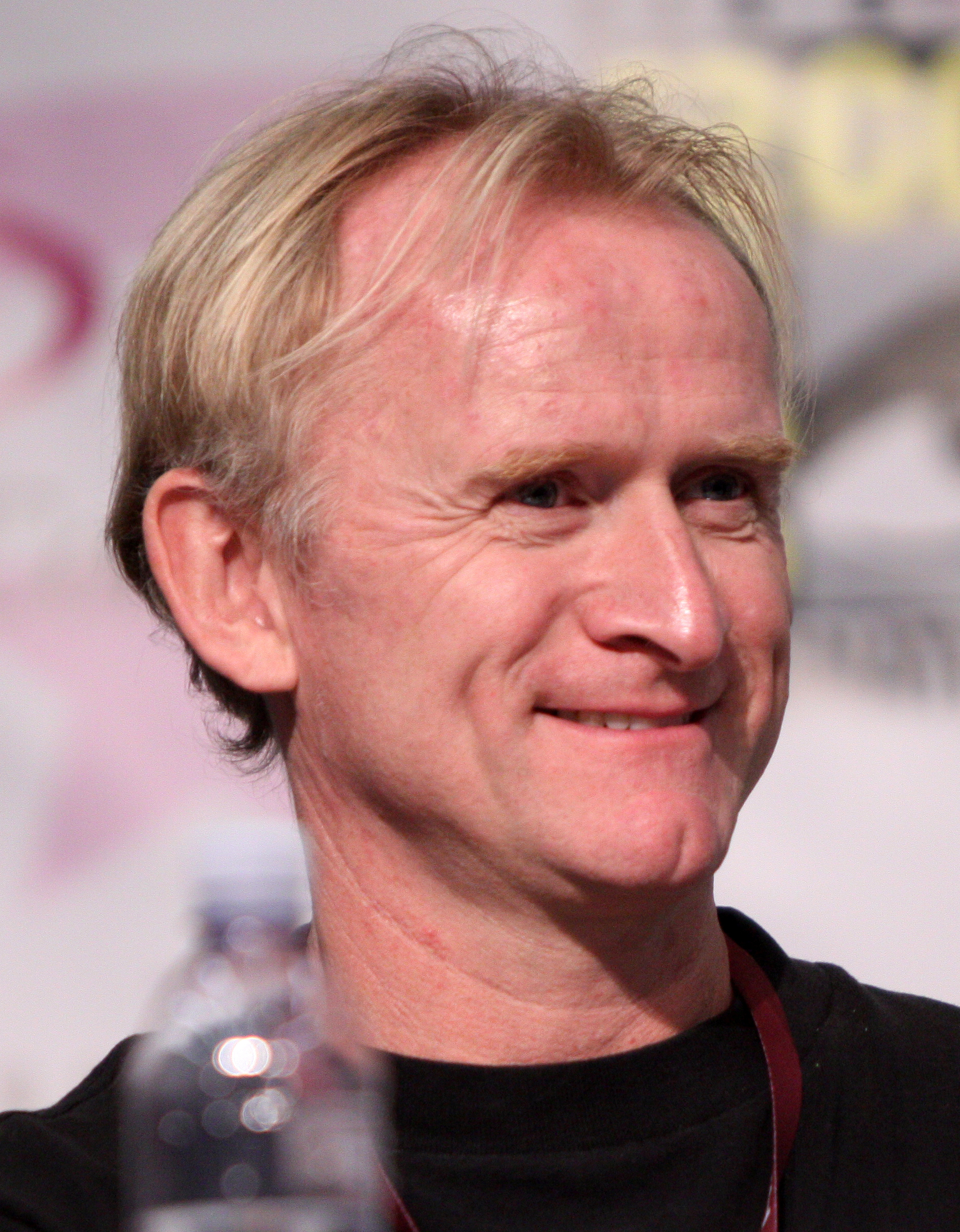

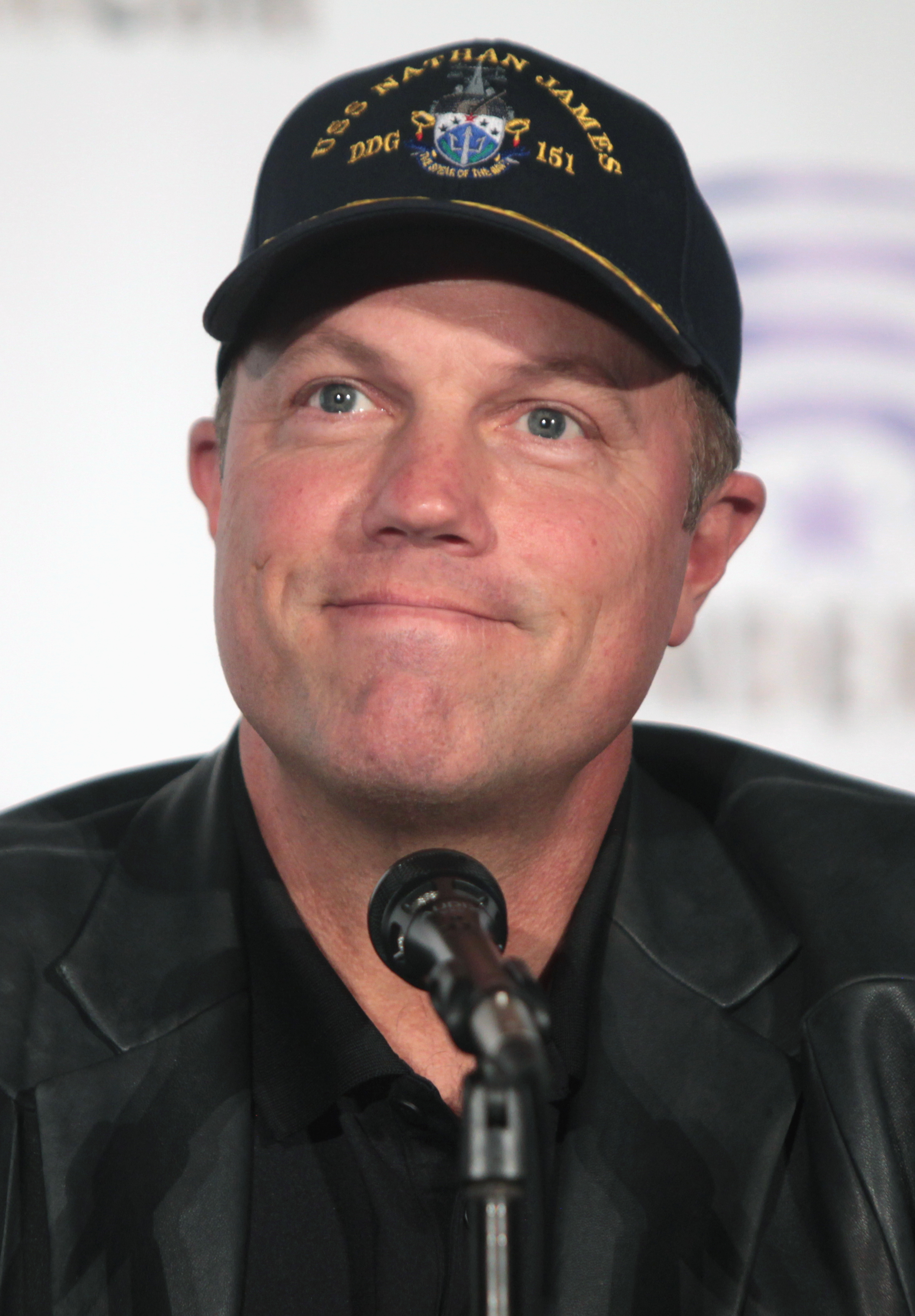

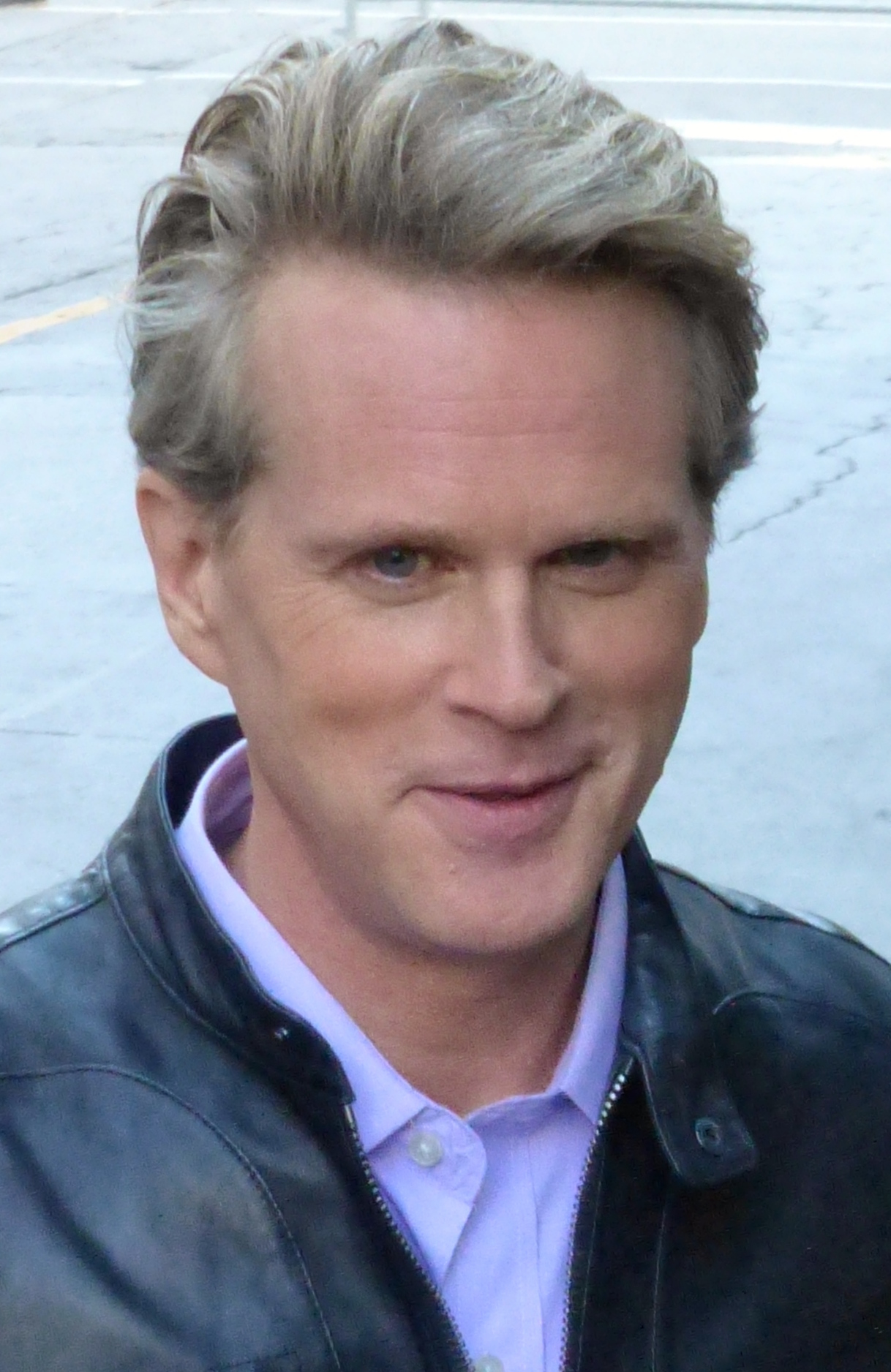

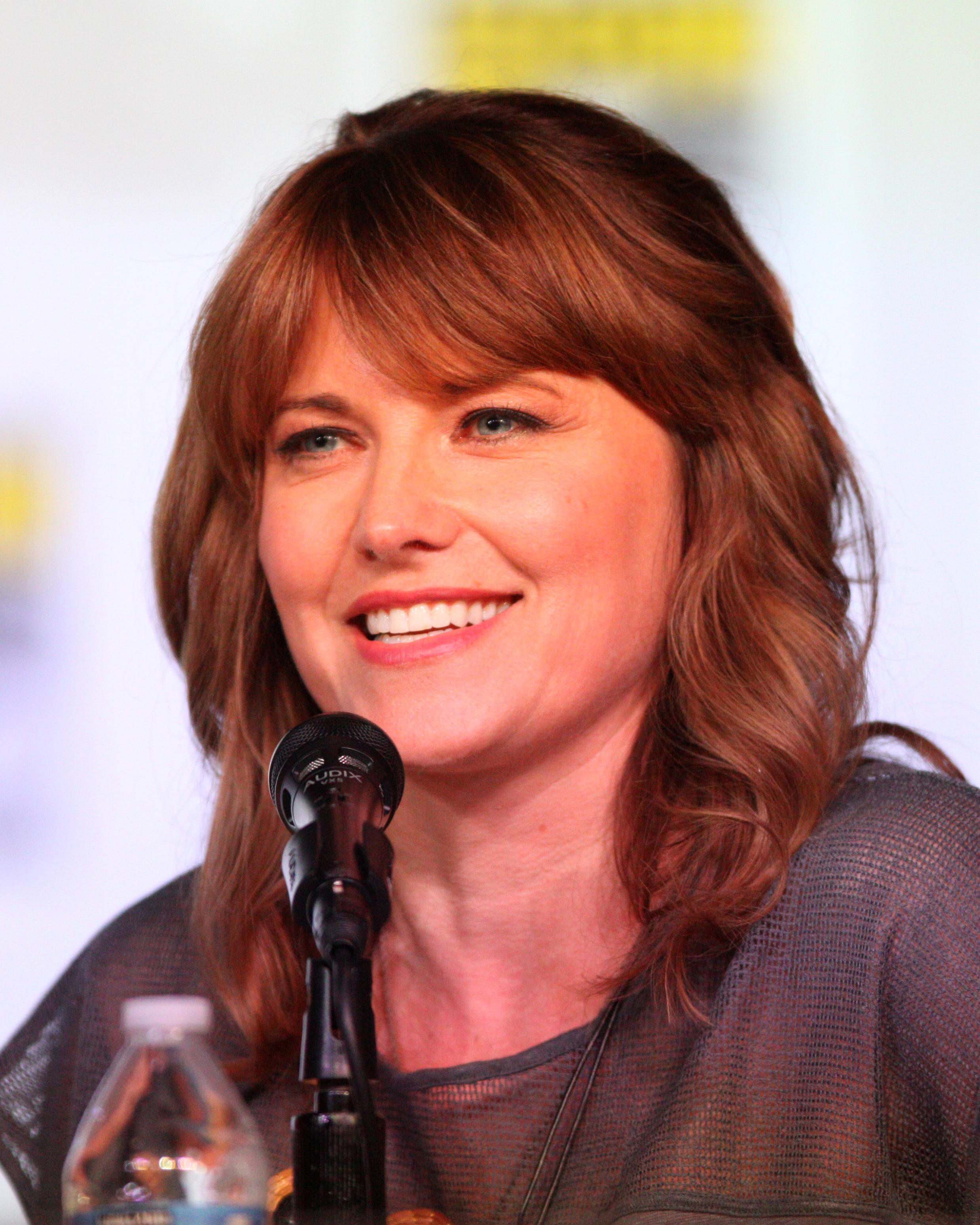

Шеннон повідомляє Доггетту, що вона, як і Ноул Рорер, є суперсолдатом, частиною армійської програми. Скаллі під час обстеження не виявляє в неї жодних патологій, а Моніка дізнається, що вона є агентом Міністерства Юстиції, а вбиті нею — її зв'язковими. Розслідування наводить Скаллі, Доггетта і Рейєс на судно, яке цілий рік перебуває у плаванні, але зараз стоїть у порту Балтимора.

## Зміст
День минув без важливих подій
Капітан корабля за допомогою специфічних кодів допуску проникає в обхід інструкцій до охоронюваного приміщення та передає повідомлення доктору Нордлінгеру, який наказує повернути судно на базу.
Фолмер залишає водоочисню, не помітивши Доггетта, який все ще перебуває під водою; Макмегон підтримує життя Джона, видихаючи повітря з її легенів у його. Повернувшись у штаб-квартиру ФБР, Фолмер в присутності Скіннера попереджає Рейєс — дистанціюватися від Доггетта та його розслідування щодо Керша. Рейєс підозрює велику змову і вважає, що Фолмер просто хоче вигнати Доггетта з ФБР та покидає його кабінет на знак незгоди.
Доггетт прокидається у своєму будинку і бачить Макмегон, яка каже йому, що і вона, й Ноул Рорер є невразливими суперсолдатами, розробленими за допомогою військової програми. Макмегон зізнається — вона ненавидить себе — і просить Джона допомогти прикрити програму. Судно перебуває в Балтіморському порту і капітан сходить на берег попри заборону для зв'язку з кимось. Скіннер відвідує Дейну — він не міг повідомити інформацію по телефону. Скваллі оповідає йому — з її дитиною відбувається щось непоясне́нне. Капітан корабля з берега не додзвонюється до Карла Вормуса і підозрює що щось пішло не так. Доггетт кличе Скаллі до себе додому, і Макмегон розповідає їм, що програму опанування Землею розширюють, додаючи хлорамін у воду. Дейна не вірить — Макмегон демострує їй свій шийний гребінь. Рорер підходить до капітана, повідомляючи йому, що тепер він є заступником і вимагає інформації про місію судна. Тіло старпома Бенфорта знайдено у воді неподалік корабля.
Скаллі оглядає Макмегон і виявляє, що вона фізично здорова. Потім Керш і Фолмер відстороюють Доггетта. Рейєс намагається дізнатися більше про історію Макмегон і дізнається, що вона є співробітником міністерства юстиції, з яким зв'язалися Вормус і Макфарланд у їхніх спробах розкрити плани забруднення водопостачання. Самотні стрільці перехоплюють дзвінок капітана Вормусу із визнанням піступних планів, який підслуховує Рорер. Рейєс приходить до Фолмера і просить особову справу Шеннон.
Рейєс повідомляє — Шеннон не каже їм правду намагаючись знайти останнього із інформаторів зливу даних про проєкт — капітана корабля. Скаллі, Рейєс і Доггет йдуть на корабель, де їм протистоїть Рорер. Карітан пробирається до Нортлінгера і бере співробітника у заручники та вимагає допуску до бази даних лабораторних комп'ютерів; за його спиною виникає Рорер. Скаллі та Доггетт з Рейєс приходять на домовлене місце — але йде не капітан а Рорер. Доггетт вистрілює в Рорера усю обойму пістолета — без якогось ефекту. Коли Рорер збирається розтрощити череп Доггетта, Макмегон обезголовлює його. Рорер мертвий, але оживає і заколює Макмегон ударом руки через грудну клітину. Обидва тіла падають у воду. Троє агентів пробираються на покинутий корабель і знаходять обезголовлене тіло капітана. Скаллі отримує доступ до лабораторії і знаходить докази маніпуляцій з яйцеклітинами. Однак вона змушена піти, коли Доггетт знаходить бомбу уповільненої дії на мосту. Агенти ледве уникли вибуху.
Через 2 доби Доггетт протистоїть Кершу, який не був причетний до змови. Джон кидає на стіл свої посвідчення і службовий пістолет. Керш пояснює Доггетту, що він залишив докази, які допомогли Доггетту, і що він сказав Малдеру тікати, але в кінцевому підсумку саме Скаллі переконала Малдера зробити це. Доггетт повертається до роботи в ФБР.
Скаллі уві сні ніби бачить бездиханні тіла Макмегон і Рорера в гавані. Раптом вона бачить, як Макмегон відкриває очі. Скаллі прокидається, і намагається приспати Вільяма. Зірочки над його ліжечком починають рухатися самостійно.

## Зйомки
Фраза «Сьогодні нічого важливого не відбулося» походить з апокрифічної історії про те, що король Георг III написав цю фразу у своєму щоденнику 4 липня 1776 року, того ж дня, коли США проголосили незалежність від Британії. Слоган частини 2 — «Сьогодні нічого важливого не сталося» замінив сталу фразу «Правда за межами досяжного».
П'ять різних акторів зобразили малюка Вільяма — Ріккі Хелд, Роуді Хелд, Ешлі Натсон, Джеймс Райкер і Тревіс Райкер.
Дізнавшись про завершення в 2001 році «Ксени принцеси-воїна», до Лоулесс звернулися продюсери «Секретних матеріалів» з проханням взяти участь у серіалі. За словами Лоулесс, одна з причин, чому вона з'явилася в серіалі, полягала в тому, що її дочка була «божевільною фанаткою „Секретних матеріалів“». Вона прокоментувала, що знала про серіал і створила героїню Ксену на основі постаті Фокса Малдера. Спочатку Шеннон Макмехон мала бути повторюваним персонажем і повинна була з'явитися у «Правді», фіналі серіалу «Секретних матеріалів». Однак Лоулесс, яка мала в анамнезі викидні, завагітніла незабаром після того, як була знята друга частина цих епізодів; її вагітність з високим ризиком не дозволила акторці повернутися до серіалу для майбутніх епізодів. Картер назвав Лоулесс «гарячою штучкою», сказавши, що було «весело» мати жінку-суперсолдата, чого ніколи не приходило в голову ні йому, ні продюсерській групі.
У першій підводній сцені, більша частина якої була знята біля водного резервуара в «Universal Studios», Лоулесс довелося пристебнути ременем безпеки в машині, яка мала бути занурена на тринадцять футів. Насправді резервуар для води мав глибину чотири фути. Лоулесс, маючи шість футів зросту, довелося стати на коліна і дихати через кальян під час зйомки сцени. Для команди спецефектів однією з найважчих частин епізоду було приховати той факт, що Лоулесс була одягнена у купальник.

## Показ і відгуки
Частина 2 отримала рейтинг Нільсена 5,9; його переглянули 9,4 мільйона глядачів. Друга частина епізоду отримала найнижчий рейтинг у ніч на 18 листопада, отримавши нижчі рейтинги та кількість глядачів, ніж «Сімпсони» та «Малькольм у центрі уваги».
Пізніше епізод був включений до «The X-Files Mythology, Volume 4 — Super Soldiers», колекції DVD, яка містить епізоди, пов'язані із сюжетною лінією інопланетних суперсолдатів.
Епізод отримав неоднозначні відгуки критиків. Деріл Х. Міллер із «Лос-Анджелес Таймс» позитивно відгукнувся про нього, стверджуючи, що він «хитро написаний, добротно зіграв і похмуро сфотографований». Майкл Р. Фаркаш із «Голлівуд-репортер» надав першій частині переважно позитивну рецензію. Фаркаш назвав його «розважальним і привабливим» та відзначив «напружені повороти сюжету й захоплюючі візуальні ефекти». Оглядач «Airlock Alpha» здебільшого позитивно ставився до епізоду, за винятком Кері Елвіса в ролі Бреда Фолмера, і назвав дії Елвеса «вимушеними». Роб Лоуман з «Los Angeles Daily News» вважала, що Картер зміг «вдихнути нове життя» в міфологію серіалу та позитивно оцінив гру Люсі Лоулесс. Кен Такер з «Entertainment Weekly» поставив епізоду оцінку B+. «Starpulse» назвав змінені титри «Найбільш шокуючим моментом» у серіалі, написавши, що найбільш різкий момент «настав із початковими титрами дев'ятого сезону, повним переробленням, за яким Аннабет Гіш та Мітч Пілледжі додали до серіалу». Початкова послідовність і знайома графіка повністю вилучені. Ці титри виглядали так, ніби вони належали до іншої серії, і на той момент це було так".
Емілі Вандерверф з «The A.V. Club» відзначила другу частину — «C–». Вона стверджувала, що серіал не зміг зрозуміти, як відновитися після подій 11 вересня, а також мати справу з відсутнім Духовни. Зрештою, вона написала, що епізоди в цілому являють собою «м'який фрагмент оповідання, який, можливо, має достатньо хороших ідей для трьох чвертей епізоду, але розтягнутий на дві без особливої причини». М. А. Кренг у книзі «Заперечення правди: перегляд „Секретних матеріалів“ після 11 вересня», дуже критично ставився до сценарію, стверджуючи, що було важко «визначити якісь важливі моменти, які відбуваються під час будь-якого епізоду», але похвалив виконання продюсерською командою «деяких вражаючих декорацій». Роберт Ширман і Ларс Пірсон у книзі «Хочемо вірити — критичний посібник з Цілком таємно, Мілленіуму та Самотніх стрільців» оцінили обидва епізоди на 1 зірку з п'яти. Маріса Гатрі з «Boston Herald» вважала, що персонаж Джилліан Андерсон, Дейна Скаллі, стала «інтелектуально неплідною».

## Знімалися
| Актор                  | Роль                    |
| ---------------------- | ----------------------- |
| Роберт Патрік          | Джон Доггетт            |
| Джилліан Андерсон      | Дейна Скаллі            |
| Аннабет Гіш            | Моніка Рейєс            |
| Мітч Піледжі           | Волтер Скіннер          |
| Джеймс Пікенс молодший | Елвін Керш              |
| Люсі Лоулес            | Шеннон Макмагон         |
| Адам Болдвін           | Нолі Рорер              |
| Брюс Гарвуд            | Джон Фіцджеральд Байєрс |
| Том Брейтвуд           | Мелвін Фрогікі          |
| Дін Гаглунд            | Річард Ленглі           |
| Раян Кутрона           | Капітан                 |
| Бен Рід                | Молодий офіцер          |
| Кері Елвес             | Бред Фоллмер            |